# Franz Tischhauser (Komponist)
Franz Tischhauser (* 28. März 1921 in Bern; † 26. Mai 2016) war ein Schweizer Komponist.

## Leben
Franz Tischhauser studierte nach der Matura in St. Gallen am Konservatorium Zürich Komposition bei Paul Müller-Zürich sowie Klavier. Von 1951 an arbeitete er für Radio Beromünster (heute Radio SRF) im Radio Studio Zürich, er war dort 1971 bis 1983 Leiter der Musikabteilung. In jungen Jahren fasziniert von Alban Berg, trat er als Komponist mit humorvollen Werken in tonaler Musik hervor, zu der er sich aus Überzeugung bekannte. 2002 hat er die Stiftung Amadeus errichtet. Wohnhaft war er seit 1958 in der Gemeinde Teufen ZH am Irchel.

## Werke (Auswahl)
- Klein Irmchen, 6 Lieder nach Gedichten von Christian Morgenstern für Sopran und Klavier (1937); Uraufführung (UA) Lugano 1946, Soli Sylvia Gähwiller und Walter Lang
- Sonatine für Klavier (1941); Uraufführung (UA) Radio-Studio Lugano 1943, Walter Lang
- Concertino für Klavier mit Blastrio, Einerschlagzeug und Streichorchester (1945)
- Feierabendmusik (Serenade) für Streichorchester (1946); UA Bern 1947, Berner Kammerorchester, Dir. Hermann Müller; Erstaufführung (EA) D Saarbrücken, Rundfunk, 30. Juni 1966, Kammerorchester des Saarländischen Rundfunks, Dir. Räto Tschupp[1]
- Landpartie (Divertimento) für 2 Hörner und Streichorchester (1948); UA St. Gallen 1948, St. Galler Kantonsschulorchester, Dir. Max Heitz; EA Finnland, Helsinki, 28. März 1988; Solisten Lukas Christinat und Roman Büsser (Horn), Camerata Zürich, Dir. Räto Tschupp.
- Duo Catulli (Catull) carmina, auf den Sperling seiner Geliebten, für Tenor und Gitarre (1949/2001); UA Helsinki, Hugues Cuénod und Hermann Leeb, 1949.
- Das Nasobem, ein heiteres Divertimento nach Gedichten von Christian Morgenstern für gemischten Chor a cappella (1950); UA St. Gallen 1951, St. Galler Kammerchor, Dir. Werner Heim
- KASSATION für 9 Instrumente (für Flöte, Oboe, Klarinette, Fagott, Trompete, Violine, Viola, Violoncello und präpariertes Klavier); UA Zürich 1951 (Schauspielhaus Zürich)
- Salonata für 2 Violinen, Violoncello, Kontrabass und Klavier (Quintett-Einrichtung der Kassation für 9 Instrumente, 1951/1991)
- La passerella, ossia diversi modi di marciare, per pianoforte, 4 legni e presentante (1951/1997)
- Oktett für Klarinette, Fagott, Horn, 2 Violinen, Viola, Violoncello und Kontrabass (1953); UA Kreuzlingen 1953, Wiener Oktett.
- Amores, die Lesbiade des Catull, für Tenor, Trompete, Schlag- und Saiteninstrumente (1955/1956); UA Bern 1956, Ernst Haefliger, Berner Kammerorchester, Dir. Hermann Müller.
- Seldwyliana, Geisterstunde in einer vormals lustigen Kleinstadt, für großes Orchester ohne Schlagzeug (1960/1961); Auftrag Bernische Musikgesellschaft; UA Bern 1962, Berner Kammerorchester, Dir. Luc Balmer.
- Punctus contra punctum, Fantasien auf Fabeln von Gotthold Ephraim Lessing für Tenor, Bass und kleines Orchester (1962); Auftrag Süddeutscher Rundfunk, UA Stuttgart 1962.
- Omaggi a Mälzel (Johann Nepomuk Mälzel) für imaginäres Metronom und 12 Solo-Streicher (1963); Auftrag Ida und Albert Flersheim-Stiftung; UA Internationale Musikfestwochen Luzern (Lucerne Festival) 1963, Dir. Rudolf Baumgartner; EA D Saarbrücken, Rundfunk, Kammerorchester des Saarländischen Rundfunks, Dir. Räto Tschupp.
- Mattinata, für 23 Bläser (1965); Auftrag Radio Zürich zum 20-jährigen Bestehen; UA Zürich 1965, Bläser des Radio-Orchesters Beromünster, Dir. Erich Schmid
- Eve's Meditation on Love, nach Mark Twain, für Sopran (Eva), Tuba (Adam) und Streichorchester (1970/1971); Auftrag Stadt Bern, UA Schweizerisches Tonkünstlerfest Bern 1972, Elisabeth Speiser, Helmut Holzheu, Berner Kammerorchester, Dir. Hermann Müller.
- The Beggar’s Concerto für Klarinette und Streichorchester (1975/76); Auftrag Kanton Zürich, Uraufführung Kammerorchester Camerata Zürich, Zürich 13. Juni 1976, Solist Thomas Friedli, Dir. Räto Tschupp.
- Dr. Bircher (Max Bircher-Benner) und Rossini (Gioachino Rossini), Tafelmusik für Cembalo und Streichorchester (1979); Auftrag Musik Hug, UA Internationale Musikfestwochen Luzern 1979, Guido Knüsel, Festival Strings Lucerne, Dir. Mario Venzago.
- Die Bremer Stadtmusikanten, oder Was Töne vermögen: für Fagott (der Esel), Klarinette (der Hund), Oboe (die Katze), Flöte (der Hahn) und Klavier (die Räuber), (1982/1983); Auftrag Stadt Bern, UA Bern 1985, Albert Kunz, Thomas Friedli, Pierre Rosso, Christian Studler, Agatha Jaggi. - Versione alternativa con recitante (englisch, französisch, italienisch, 1996).
- Die Hampeloper, oder Joggeli söll ga Birli schüttle; Oper nach dem Bilderbuch von Lisa Wenger für 11 Vokalsolisten, 3 Chorgruppen und kleines Orchester (1986); UA Kammerorchester Camerata Zürich 24. Oktober 1986; Aufnahme 25. Oktober 1986 Camerata Zürich, Singkreis Zürich, Solisten Ernst Haefliger (Tenor), Dorothea Gilgen (Sopran), Julia Bauer (Sopran), Dir. Räto Tschupp;[2]

## Auszeichnungen
- 1951: Conrad Ferdinand Meyer-Preis
- 1988: Musikpreis der Stadt Zürich[3]

## Diskographie
- Omaggi a Mälzel für imaginäres Metronom und 12 Streicher. Musikszene Schweiz, MGB 6094.
- Kassation für 9 Instrumente. MGB 6094.
- Die Hampeloper, oder Joggeli söll ga Birli schüttle. MGB 6094.
- Die 3 Morgensterniade. Edith Mathis, Sopran; Schweizer Kammerchor; Swiss Clarinet Players. Reihe Musiques Suisses, MGB, 2006.[4]
- Punctus contra punctum, Fantasien auf Fabeln von Gotthold Ephraim Lessing, für Tenor, Bass und kleines Orchester (1962). Radio-Orchester Beromünster, Hans-Ulrich Mielsch (Tenor), Peter Lagger (Bass), Dir. Räto Tschupp. LP CT 64-18 (MGB).